# Haager Lies
De Haager Lies (ook wel Haager-Bahn) was een lokaalspoorweg van Stern und Hafferl tussen Lambach en Haag am Hausruck. De lijn was in gebruik van 23 juli 1901 tot aan 12 december 2009. Het was de eerste 'schakel' van de vier op de Stern und Hafferl verbinding tussen Haag en Gmunden, of de laatste schakel vanuit Gmunden gezien.

## Historie
De exploitatie van de 22 kilometer lange normaalspoorlijn gebeurde oorspronkelijk door de staatsspoorwegen, en er werden stoomlocomotieven ingezet. Verlenging naar Ried im Innkreis was voorzien, maar ging nooit door. Net als de Vorchdorferbahn werd de lijn rond 1930 onrendabel, en ook hier nam Stern und Hafferl daarom de dienst over, en ook hier volgde elektrificatie.

### Na de tweede wereldoorlog
In 1948 werd de Westbaan, waar de Haager Lies op aansluit, geëlektrificeerd. Maar helaas op andere wijze, waardoor Stern & Hafferl niet meer elektrisch kon rijden tussen Neukirchen en Lambach. Op dit stukje werd dan maar een stoomlocomotief ingezet. Maar het innovatieve Stern&Hafferl liet het er niet bij zitten, en bouwde in 1950 in eigen beheer in Vorchdorf een uniek voertuig dat zowel gelijkstroom als wisselstroom aankon. Deze trok de treinen tussen Lambach en Bachmanning. In 1952 werd een tweede voertuig gebouwd. Ze zijn wel eens tot in Linz en Salzburg gereden. 

### Vanaf 1989
ÖBB kocht twee korte treinen/railbussen voor tweespanning en stelde die ter beschikking aan Stern und Hafferl. Er waren er dus geen aparte trekkrachten meer nodig. De laatste jaren waren er zeven ritten per dag doordeweeks, twee op zaterdag, en één op zondag. Sommige reden door naar Wels.

## Beëindiging
Vanwege de opwaardering van de Westbaan voor hogere snelheden, zag ÖBB geen reële mogelijkheid om de slechts beperkt gebruikte lijn (betaalbaar) aan te passen aan de nieuwe situatie. Er werden wel twee varianten bekeken, maar doorrijden naar Lambach zat daar niet bij, en het stroomsysteem aanpassen werd ook overwogen maar niet uitgevoerd. Een modern overstapstation Neukirchen met liften en dergelijke wilde niemand betalen. Eigenlijk was in 2006 al tot opheffing besloten, maar op verzoek van Stern & Hafferl werd het uitgesteld tot 12 december 2009.

## Huidige buslijn en overblijfselen
Er kwam een vervangende buslijn, die ongeveer dezelfde route volgt, maar die wordt niet geëxploiteerd door Stern & Hafferl. Tussen 2017 en 2021 is de hele lijn vanaf Neukirchen fietspad geworden. Bij station Haag staat een wagon op een stukje rails, en de gebouwen zijn er nog. Een van de twee unieke voertuigen zou nu in Eferding staan, en de andere is aan particulieren verkocht.